# Dauhinawa
Dauhinawa (biał. Даўгінава; ros. Долгиново, Dołginowo) – wieś na Białorusi, w obwodzie mińskim, w rejonie uzdowskim, w sielsowiecie Słabada. W 2019 roku liczyła 53 mieszkańców.